# M107 (榴弾)

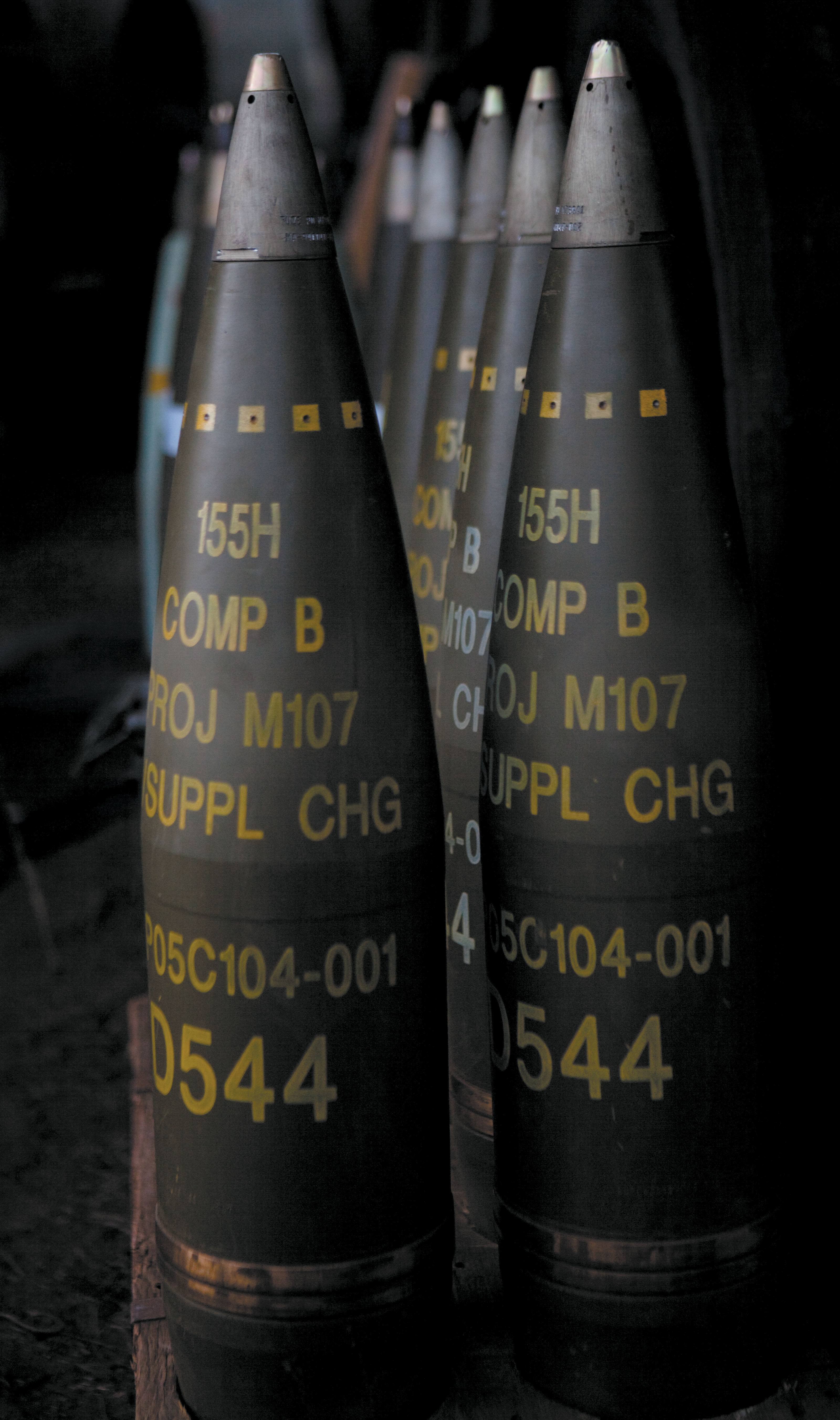
信管を装着したM107

M107（M107 projectileもしくはM107 High Explosive, HE）は、アメリカ合衆国で開発された155mm口径の榴弾である。
着弾すると広範囲に弾殻の破片を飛散させるとともに衝撃波を発生させ、人員や非装甲車両に対してダメージを与えるように設計されている。日本を含む多くの国で採用されたが、アメリカ軍ではより高性能なM795によって更新が開始されている。

## 概要
先端部には揚弾栓と呼ばれるリング状の部品が差し込まれており、輸送する際にロープやフックを取り付けできるようになっている。射撃する際はこれを取り外してM514・M728・M783などの、用途に応じた信管が差し込まれる。
後方にある金色の帯状の部分は「弾帯（Driving band）」と呼ばれるもので、柔らかい金属で作られており、この部分が砲身のライフリングに食い込み、発射ガスの前方への流出を防止するとともに砲弾に回転運動を与える。また、これによって砲弾が固定されるため、砲身の仰角を上げたとしても砲弾が後方に落下することはない。
弾殻は鍛造鋼製であり、内部にはTNT爆薬が充填されている。

## 諸元
出典：
- 重量（信管含む）：95ポンド（43.2kg）
- 全長（信管除く）：23.9インチ（607mm）
- 弾殻：鍛造鋼
- 塗装：オリーブドラブ 表記などは黄色
- 炸薬量：TNT爆薬　14.6ポンド（6.6kg）
- 梱包：木製パレットに8発